# Marquesado de Belfuerte
El marquesado de Belfuerte es un título nobiliario español concedido por el Rey Felipe IV el 20 de febrero de 1641 a favor de Fernando Manuel de Cardona y Córdoba.

## Marqueses de Belfuerte
|                                  | Titular                                           | Periodo               |
| Creación por Felipe V            | Creación por Felipe V                             | Creación por Felipe V |
| -------------------------------- | ------------------------------------------------- | --------------------- |
| I                                | Fernando Manuel de Cardona y Córdoba              | 1641-                 |
| II                               | Francisco Fernández de Córdova y Folch de Cardona | +1688                 |
| Rehabilitación por Juan Carlos I |                                                   |                       |
| III                              | María Asunción Delgado y Sánchez-Ibargüen         | 1982-                 |
| IV                               | Antonio Miguel Rosillo-Daoiz Delgado              | 1994-2006             |
| V                                | Álvaro Francisco López-Becerra de Sole y Casanova | 2007.actual titular   |

## Historia de los marqueses de Belfuerte
- Fernando Manuel de Cardona y Córdoba, I marqués de Belfuerte.
- Francisco Fernández de Córdova y Folch de Cardona, II marqués de Belfuerte. Le sucedió, por rehabilitación en 1982:
- María Asunción Delgado y Sánchez-Ibargüen (n. en 1927), III marquesa de Belfuerte.

1. Casó con Antonio Rosillo y Herrero. Le sucedió su hijo:

- Antonio Miguel Rosillo-Daoiz Delgado (n. 21 de noviembre de 1952), IV marqués de Belfuerte. Desposeído de este título en 2006, a favor de:

- Álvaro Francisco López-Becerra de Sole y Casanova, (n. en 1978) V marqués de Belfuerte, XXVII conde de Cabra con grandeza de España, XVII vizconde de Iznájar